# Esclusham
Esclusham est une communauté du borough de comté de Wrexham, au pays de Galles.

## Géographie
La communauté d'Esclusham est située à quelques kilomètres au sud-ouest du centre-ville de Wrexham. Elle comprend les villages de Bersham (en), Rhostyllen (en), Aberoer (en), Llwyneinion (en) et Pentre Bychan (en).

## Démographie
Au recensement de 2011, la communauté d'Esclusham comptait 3 515 habitants.